# Новодонецкое (Таласская область)
Новодонецкое (кирг. Новодонецкий) — село в Манасском районе Таласской области Кыргызстана. Входит в состав Майского аильного округа. Код СОАТЕ — 41707 225 820 01 0.

## Население
По данным переписи 2009 года, в селе проживало 376 человек.